# 波尔雪-昂布拉尼约
波尔雪-昂布拉尼约（法語：Porcieu-Amblagnieu，法語發音：[pɔʁsjø ɑ̃blaɲø]）是法国伊泽尔省的一个市镇，位于该省西北部，属于拉图尔迪潘区。该市镇由波尔雪（Porcieu）、昂布拉尼约（Amblagnieu）等村镇组成。

## 地理
波尔雪-昂布拉尼约（45°50'3"N, 5°24'4"E）面积15.8 平方千米，位于法国奥弗涅-罗讷-阿尔卑斯大区伊泽尔省，该省份为法国东南部内陆省份，北起顺时针与安省、萨瓦省、上阿尔卑斯省、德龙省、阿尔代什省、卢瓦尔省和罗讷省。
与波尔雪-昂布拉尼约接壤的市镇（或旧市镇、城区）包括：维勒布瓦、韦尔特里约、沙雷特、蒙塔略-韦雪、帕尔米略、索－布雷纳。
波尔雪-昂布拉尼约的时区为UTC+01:00、UTC+02:00（夏令时）。

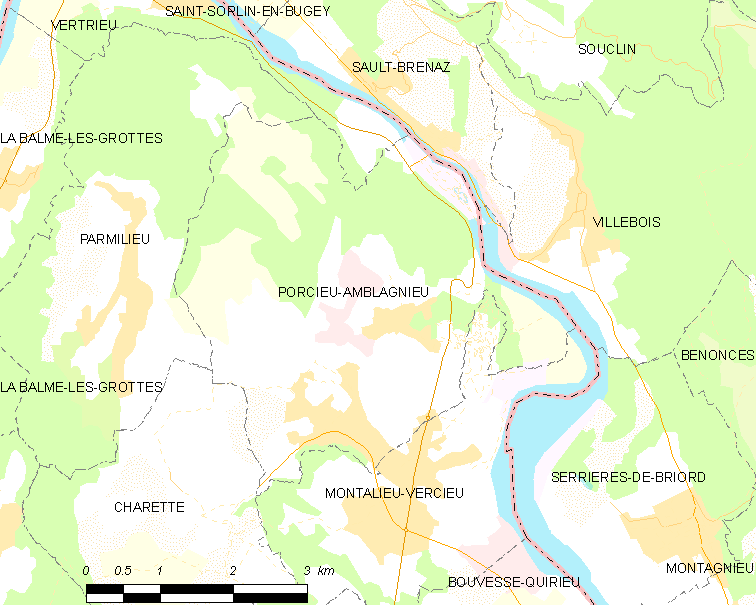
波尔雪-昂布拉尼约的OSM定位图

## 行政
波尔雪-昂布拉尼约的邮政编码为38390，INSEE市镇编码为38320。

## 政治
波尔雪-昂布拉尼约所属的省级选区为莫雷斯泰勒县。

## 人口

1962-2008年间波尔雪-昂布拉尼约人口变化图示

波尔雪-昂布拉尼约于2022年1月1日时的人口数量为1792人。